# 하이시촌
하이시촌(拝志村)은 일본 에히메현 온센군에 설치되었던 촌이다. 현재의 도온시의 일부에 해당한다.